# Leonida Frascarelli
Leonida Frascarelli (Roma, 21 de fevereiro de 1906 – Roma, 18 de junho de 1991) foi um ciclista italiano, que foi profissional entre 1925 e 1934.
Considerado como um dos melhores ciclistas do centro de Itália dos anos 20 e 30, em seu palmarés destacam duas edições do Giro de Campania, uma do Giro de Toscana e duas etapas ao Giro d'Italia de 1930.

## Palmarés
1926
- Giro de Campania

1928
- Giro dell'Umbria

1929
- Giro de Campania e vencedor de 1 etapa
- Giro de Toscana
- 3º no Giro d'Italia

1930
- 2 etapas do Giro d'Italia

## Resultados em Grandes Voltas e Campeonatos do Mundo
Durante a sua carreira desportiva conseguiu os seguintes postos nas Grandes Voltas e nos Campeonatos do Mundo em estrada:
| Carreira           | 1924 | 1925 | 1926 | 1927 | 1928 | 1929 | 1930 | 1931 | 1932 | 1933 | 1934 |
| ------------------ | ---- | ---- | ---- | ---- | ---- | ---- | ---- | ---- | ---- | ---- | ---- |
| Giro d'Italia      | -    | -    | -    | -    | -    | 3º   | 18º  | -    | -    | -    | -    |
| Tour de France     | -    | -    | -    | -    | -    | -    | Ab.  | -    | -    | -    | -    |
| Volta a Espanha    | -    | -    | -    | -    | -    | -    | -    | -    | -    | -    | -    |
| Mundial em estrada | -    | -    | -    | -    | -    | 5º   | -    | -    | -    | -    | -    |

-: Não participa

Ab.: Abandono